# Nižná Kľaková (schron)
Schron Nižná Kľaková (słow. Útulňa Nižná Kľaková) - samoobsługowy, całoroczny schron turystyczny na Słowacji, jedyny w Parku Narodowym Muránska planina.
Znajduje się na rozległej polanie, na przełęczy o tej samej nazwie, ponad kilometr na południe od szczytu Kľak, najwyższej góry Muránskej planiny. 

## Opis
Schron został wybudowany w 1997 roku z inicjatywy władz Parku Narodowego. Jest do drewniana konstrukcja, podobna go górskich szałasów, stojąca na kamiennej podmurówce. Większą część stanowi izba, z jednym wejściem - wewnątrz można znaleźć prycze do spania, sznury do suszenia ubrań oraz otwór okienny, chroniony okiennicą; brak jest jednak pieca. Przed izbą znajduje się weranda, pierwotnie przeznaczona do spania, obecnie używana często jako zadaszone miejsce na ognisko. Całość kryta jest drewnianym, dwuspadowym dachem. Przy drzwiach umieszczono tablicę informacyjną Parku Narodowego.
W głównej izbie na pryczach może się zmieścić do 12 osób, kolejne osoby na podłodze oraz werandzie (co jest obecnie utrudnione z powodu miejsca na ognisko).
Kilka metrów od schronu stoi niewielka drewniana szopa, w której również może przenocować kilka osób w mniej komfortowych warunkach (z powodu dużych szpar w ścianach). W okolicy jest również dużo miejsca do rozbicia namiotów.
Wychodek znajduje się w pobliżu szopy, natomiast ogólnodostępne miejsce na ognisko po drugiej stronie, w centrum polany. Bezpośrednio przy schronie nie ma jednak wody - dwa źródełka wybijają w odległości 5-15 minut poniżej przełęczy, przy szlakach turystycznych.
Na polanie wybudowano również trzeci drewniany budynek - niewielka chatka jest obiektem prywatnym i nie jest dostępna dla turystów.

## Turystyka
W pobliżu schronu znajduje się ważny węzeł szlaków turystycznych. 
Przebiega tędy Rudná magistrála -   dalekobieżny szlak pieszy z miejscowości Zlaté Moravce na szczyt Stolica. Krzyżuje się tutaj z   szlakiem z wioski Muráň do leśniczówki Stožky. 
Oprócz szlaków pieszych przez przełęcz wytyczono także szlaki narciarskie.